# Феноменологічне рівняння
Феноменологічне рівняння — рівняння, що записується без деталізації механізму, виходячи з загальних міркувань. Зазвичай феноменологічні рівняння містять параметри, що знаходяться з порівняння з експериментальними даними.